# Phytoliriomyza similis
Phytoliriomyza similis är en tvåvingeart som beskrevs av Spencer 1984. Phytoliriomyza similis ingår i släktet Phytoliriomyza och familjen minerarflugor.
Artens utbredningsområde är Colombia. Inga underarter finns listade i Catalogue of Life.